# Natsuko
『natsuko』（ナツコ）は、日本のAORバンドであるカルロス・トシキ&オメガトライブの4枚目、1986オメガトライブ時から数えると通算6枚目のオリジナル・アルバム。1990年7月25日にワーナー・パイオニアから発売。

## 解説
Vapからワーナー・パイオニアへの移籍第1作であり1986オメガトライブおよびカルロス・トシキ&オメガトライブ最後のオリジナル・アルバム。
後に発売されたボックス・セット『1986 OMEGA TRIBE CARLOS TOSHIKI&OMEGA TRIBE COMPLETE BOX "Our Graduation"』に収録されている。
ジャケットはそれまで静物、背景、人物などの写真が使用されていたが、本作ではイラストレーター上田三根子を起用している。初回盤はデジパック仕様。
2022年2月9日に、最新リマスターを施して金澤寿和の解説を収載した、ボーナス・トラック5曲入の本作が、タワーレコード限定にて再発された。

## 収録曲
全編曲：新川博
1. 時はかげろう
  - 作詞・作曲：松任谷由実
2. バランス
  - 作詞：秋元康　作曲：Carlos Toshiki
3. 夏の罠
  - 作詞：秋元康　作曲：Carlos Toshiki
4. 渇き
  - 作詞：小西康陽　作曲：和泉常寛
5. 時刻表の前
  - 作詞：中谷内映　作曲：Joey Mccoy
6. Seeking Dreams
  - 作詞：松尾由紀夫　作曲：新川博
7. Automation
  - 作詞：Mike Dunn　作曲：Joey McCoy
8. Winner
  - 作詞：高島信二　作曲：和泉常寛
9. Our Way
  - 作詞：秋元康　作曲：Carlos Toshiki
10. 君に逢えない月曜日
  - 作詞：中谷内映　作曲：西原俊次

## 2022年再発盤
1. 時はかげろう
2. バランス
3. 夏の罠
4. 渇き
5. 時刻表の前
6. Seeking Dreams
7. Automation
8. Winner
9. Our Way
10. 君に逢えない月曜日
＜以下、Bonus Tracks＞
11. ツーアウト・フルベース
  - 作詞：小西康陽　作曲：高島信二
12. 時はかげろう（Instrumental）
13. バランス（Instrumental）
14. Automation（Instrumental）
15. Winner（Instrumental）